# Departamento Estadual de Trânsito de Minas Gerais
O antigo Departamento de Trânsito de Minas Gerais - DETRAN/MG, atual Coordenadoria Estadual de Gestão de Trânsito - CET/MG, é o órgão executivo do Sistema Nacional de Trânsito em Minas Gerais, antes subordinado à Polícia Civil de Minas Gerais e, a partir da Lei Estadual nº 24.313, de 28/04/2023, subordinado à Secretaria de Estado de Planejamento e Gestão - Seplag/MG.
A CET/MG faz parte do Sistema Nacional de Trânsito (SNT) e é responsável pelas atividades de trânsito estabelecidas pelo Código de Trânsito Brasileiro (CTB) e por normas próprias, em todo o Estado.

## Histórico
Tem sua origem em 25 de maio de 1912, quando a Guarda Civil do Estado recebeu a incumbência de formar um contingente de policiais que se encarregou de exercer o policiamento do trânsito na capital devido ao crescimento do número de veículos automotores, como medida de segurança.
Em 1928 foi criada a Inspetoria de Veículos de Belo Horizonte que, a princípio, funcionava junto à Guarda Civil. Sua sede era na Avenida João Pinheiro, em Belo Horizonte. Por decreto do Governo do Estado, a Inspetoria de Veículos foi transformada em Serviço Estadual de Trânsito, com jurisdição em todas as cidades mineiras, desligando-se assim da Guarda Civil. 
O Serviço Estadual de Trânsito foi transformado em Departamento de Trânsito de Minas Gerais, sua atual nomenclatura, em 1966.
Para atender os mais de oito milhões de veículos em circulação no Estado, o departamento conta atualmente com unidades de atendimento em todos os municípios do estado. Na Região Metropolitana de Belo Horizonte (RMBH) e no interior são 304 as Circunscrições Regionais de Trânsito (Ciretrans).

## Atribuições
As atribuições do Detran/MG são aquelas definidas no art. 22 do Código de Trânsito Brasileiro, tendo como objetivo geral desenvolver ações sistêmicas e contínuas que elevem e potencializem o Detran-MG como um órgão de excelência em gestão, traduzida na satisfação de seus usuários.
Entre as competências do órgão estão o planejamento, a coordenação, a execução e supervisão das atividades de trânsito, além da promoção da educação sobre o tema, a habilitação de condutores, e o fornecimento de documentação e serviços para veículos. O órgão produz ainda estatísticas relacionadas ao trânsito.

## Natureza jurídica
O Detran/MG é um dos poucos - senão o único - departamento de trânsito no Brasil organizado sob a forma de órgão da administração direta.